# Ondřej Havelka
Ondřej Havelka (* 10. října 1954 Praha) je český režisér, herec, zpěvák, tanečník a scenárista. Je čestným občanem městské části Praha 5.
Jako všestranný umělec je uměleckým ředitelem a zároveň frontmanem orchestru Ondřej Havelka a jeho Melody Makers, zaměřeného na autentickou interpretaci historického jazzu a swingu meziválečného období 20. století. Při produkcích se svým orchestrem si pohrává s rolí klasického swingového entertainera se všemi typickými atributy této profese: zpěv, mluvené slovo, tanec, step.

## Rodina, studium
Je synem české herečky Libuše Havelkové a hudebního skladatele a profesora Akademie múzických umění Svatopluka Havelky.
Po absolvování herectví na Divadelní fakultě Akademie múzických umění (DAMU) v Praze v roce 1980 postgraduálně studoval operní režii na Janáčkově akademii múzických umění (JAMU) v Brně (absolvoval v roce 1988).
Po studiích na DAMU působil šest let v pražském divadle Ypsilon.
V letech 1976 až 1995 vystupoval jako frontman Originálního Pražského Synkopického Orchestru. Po odchodu z něho si založil vlastní jazz-band (Ondřej Havelka a jeho Melody Makers), se kterým působí dodnes.

## Divadlo a film
Po roce 1989 začal pracovat i jako scenárista a režisér v televizi. V roce 1999 režíroval celovečerní filmový portrét Zdravý nemocný Vlastimilený Brodský, pro který také napsal scénář a ve kterém si zahrál sám sebe. V roce 1990 napsal scénář a režíroval hudební dokument Originální pražský synkopický orchestr, který získal cenu "Stříbrná růže" na festivalu televizní zábavy v Montreux v roce 1991. V roce 1995 byl autorem scénáře a režie televizního dokumentu Mezzosoprano Magdalena Kožená a v roce 2008 režisérem dokumentárního filmu Magdalena, opět o Magdaleně Kožené. V roce 2012 natočil dokumentární film Perla baroka o zámeckém barokním divadle v Českém Krumlově.
Od roku 1988 se věnuje také divadelní režii.
V roce 2014 dosáhl mezinárodního uznání se svou režijní prací na zfilmování opery Orfeo ed Euridice od Christopha Willibalda Glucka v Zámeckém divadle v Českém Krumlově a v interiérech tamějšího zámku.[zdroj?] Jako umělecký poradce působil při natáčení tohoto filmu americký kontratenorista Bejun Mehta, který také ztvárnil hlavní roli Orfea. Televizní film byl uveden mj. 19. července 2014 na německo-rakousko-švýcarské stanici 3sat.
V roce 2018 byl do kin uveden jeho první celovečerní film Hastrman.

## Filmografie

### Herec
Jako herec účinkoval v těchto filmech:
| - Řeknem si to příští léto (1977) - Proč nevěřit na zázraky (1977) - Plášť pro vítr (1979) - Koncert na konci léta (1979) - Julek (1979) - Strach má velké oči (1980) - Krakonoš a lyžníci (1981) - Bakaláři (1981) - Den velkého ticha (1981) - Jak se peče štěstí (1981) - Vinobraní (1982) - V hlavní roli obhájce (1982) - Šílený kankán (1982) - Pošťácká pohádka (1982) - Neúplné zatmění (1982) - Léto bez dovolené (1982) - Hoří (1982) - Telefon (1983) - Přítel (1983) - Pod nohama nebe (1983) - Oblouk světla (1983) - Slané pohádky (1983) - Nota bene Jan (1983) - Lékař umírajícího času (1983) - Kočičí povídání (1983) - Hrom do kapelníka (1983) - Hodina splněných přání (1983) | - Brácho, nespleť to! (1983) - Malý pitaval z velkého města (1983) - Cesta kolem mé hlavy (1984) - Čertův švagr (1984) - Povídky malostranské (1984) - Pihulka a Kaňka (1984) - O nosaté čarodějnici (1984) - Rumburak (1984) - Sanitka (1984) - ...a mnoho štěstí v osobním životě (1984) - Já nejsem já (1985) - Podfuk (1985) - Princezny nejsou vždycky na vdávání (1985) - Žáku Kašíku, nežeň se! (1985) - Klobouk, měšec a láska (1986) - O rybáři a rybce (1986) - Malý pitaval z velkého města (1986) - Chobotnice z II. patra (1986) - Není sirotek jako sirotek (1986) - Dobré světlo (1986) - Rizikové pracoviště (1987) - Svobodárna (1987) - Třináctý předseda (1987) - Za svědka půjde počítač (1987) - Fantóm opery (1987) - Panoptikum města pražského (1987) | - Motovidla (1987) - Ohnivé ženy mezi námi (1987) - Nefňukej, veverko (1988) - Strom pohádek (1988) - Jednou za život (1988) - O čarovné Laskonce (1989) - Rausch der Verwandlung (1989) - Starosta má starosti (1989) - Dobrodružství kriminalistiky (1989) - Jak chytit krokodýla (1990) * - Originální pražský synkopický orchestr (1991) - Konkurs (1992) - Hříchy pro pátera Knoxe (1992) - Volba (1992) - Česká muzika (1993) - Saturnin (1994) - ...ani smrt nebere (1995) - O zámku v podzemí (1998) - Zdravý nemocný Vlastimilený Brodský (1999) - Případy detektivní kanceláře Ostrozrak (2000) - Stříbrná paruka (2001) - Tenkrát v ráji (2015) |

## Filmová hudba
- Pěsti ve tmě (1986)
- Podfuk (1985)
- Princ a Večernice (1978)

## Operní režie
- Nagano (Martin Smolka, Jaroslav Dušek, hokejová opera, 2004, Stavovské divadlo, Národní divadlo, Praha)
- Prodaná nevěsta (Bedřich Smetana, 2006, Národní divadlo Brno)
- Gianni Schicchi / I Pagliaci (Giacomo Puccini / Ruggero Leoncavallo, 2008, Národní divadlo Brno)
- La bohème (Giacomo Puccini, 2008, Státní opera Praha, Praha)
- Hoffmannovy povídky (Jacques Offenbach, 2010, Národní divadlo)
- Netopýr (Johann Strauss mladší, 2010, Národní divadlo Brno)
- Dove e amore e gelosia (Giuseppe Scarlatti, 2011, Zámecké divadlo, Český Krumlov)
- Příhody lišky Bystroušky (Leoš Janáček, 2014, Národní divadlo)
- Orfeo ed Euridice (Christoph Willibald Gluck, 2014, filmová verze, Český Krumlov)

## Muzikálové režie
- 1988 Carlo Goldoni, Adolf Hoffmeister, Jaroslav Ježek: La Caffeteria, divadlo Studio Ypsilon
- 1990 Martin Vačkář na motivy Woody Allena: Tenhleten Manhattan, Divadlo Reduta
- 1993 Martin Vačkář na motivy Vladislava Vančury: Má férová Josefina, Hudební divadlo Karlín

## Činoherní režie
- 2007 Karel Poláček, Martin Vačkář: Muži v ofsajdu, Městské divadlo Mladá Boleslav
- 2010 Zdeněk Jirotka, Martin Vačkář: Saturnin, Divadlo ABC
- 2011 Martin Vačkář: Zločin v Posázavském Pacifiku, Divadlo Kalich a Městské divadlo Mladá Boleslav
- 2015 Ondřej Havelka, Martin Vačkář: V rytmu swingu buší srdce mé (pocta Jiřímu Traxlerovi), Národní divadlo[8]

## Režie baletní inscenace
- Zlatovláska (Karel Jaromír Erben, Vladimír Franz, 2006, Národní divadlo)